# Agrobacterium tumefaciens
Agrobacterium tumefaciens, que de fet té el tàxon científic Agrobacterium radiobacter és una espècie d'eubacteri que causa tumors (normalment anomenats calls) en les dicotiledònies (Smith et al., 1907). Els causa inserint una seqüència d'ADN (coneguda com a ADN-T, nom que ve d'ADN i transferència) en la cèl·lula de la planta, en una regió semi aleatòria del genoma.
L'Agrobacterium és un alfa proteobacteri de la família Rhizobiaceae, que inclou els simbionts fixadors de nitrogen dels llegums. A diferència d'aquests, però, les tumoracions produïdes per l'Agrobacterium són parasitàries i no beneficien la planta. L'ampla varietat de plantes afectades per l'Agrobacterium el converteix en una gran preocupació per a la indústria agrícola (Moore et al., 1997).
Cal fer notar que l'Agrobacterium no és l'única ni la més comuna font de calls en les plantes. Molts altres són causats per larves d'insecte que secreten hormones de creixement vegetals i tenen el mateix efecte.

## Mètode d'infecció
L'ADN-T inserit per l'Agrobacerium conté gens per a hormones del creixement vegetals, que desemboquen en la producció de tumors. L'ADN-T també conté gens que codifiquen enzims que obliguen la planta a crear aminoàcids específics que el bacteri pot metabolitzar, anomenats opines (Zupan et al., 2000), els quals serveixen com a font d'energia i carboni per a l'A. tumefaciens però no per a molts d'altres organismes. L'opina específica produïda per l'A. tumefaciens C58 és la nopalina (Escobar et al., 2003).
El plasmidi Ti té un paper fonamental en la patogènesi i colonització. És d'unes dimensions considerables (aproximadament 200.000 parells de bases d'allargada contenint, a més de l'ADN-T, diversos gens essencials en la infecció i transferència de l'ADN-T a les cèl·lules vegetals així com gens del catabolisme de les opines.
S'han seqüenciat dos plamidis Ti del tipus de neopalina, pTi-SAKURA i pTiC58. L'Agrobacterium tumefaciens C58, el primer a ser seqüenciat, va ser aïllat del call d'un cirerer. El genoma va ser seqüenciat simultàniament per Goodner et al., 2001 i Wood et al., 2001. El genoma de l'A. tumefaciens C58 consisteix en un cromosoma circular, un de linear i dos plasmidis. La presència d'un cromosoma circular unit covalentment és comuna en bacteris amb poques excepcions. Tanmateix, la presència d'un de circular i un de linear és única en un grup d'aquest gènere. Els dos plasmidis són el pTiC58, responsable dels processos relacionats amb la virulència, i el pAtC58, ara per ara un plasmidi críptic (Goodner et al., 2001) (Wood et al., 2001).
S'ha demostrat que el plasmidi pAtC58 està relacionat amb el metabolisme de les opines i que conjuga amb altres bacteris en absència de pTiC58 (Vaudequin-Dransart et al., 1998). Si el plasmidi Ti és extret, el tumor no es pot donar.

## Usos beneficiosos
La capacitat de transmissió d'ADN de l'Agrobacterium ha estat extensament explotada en el camp de la biotecnologia per inserir gens forans en les plantes. L'ADN-T del plasmidi Ti és un vector ideal per a l'enginyeria genètica (Zambryski, 1983). Això es fa clonant un gen desitjat en l'ADN-T que serà inserit en l'ADN de l'hostatger. Aquest procés es va fer amb el gen de la luciferasa de les cuques de llum per produir plantes que brillaven intensament. Aquesta luminscència ha estat útil per estudiar la funció dels cloroplasts de la planta i com a gen reporter (Root, 1988). En condicions de laboratori, l'ADN-T també ha estat transferit a cultius cel·lulars humans, demostrant la diversitat d'inserció de la seqüència (Kunik et al., 2001).
El mecanisme mitjançant el qual l'Agrobacterium insereix materials en la cèl·lula hoste per una secreció del tipus IV, és molt semblant als mecanismes emprats pels patògens per inserir materials (normalment proteïnes) en les cèl·lules humanes mitjançant una secreció de tipus III. També fa servir un tipus de senyalització conservat en molts bacteris Gram-negatius anomenat quorum sensing. Això també converteix l'Agrobacterium en un objecte important de recerca mèdica.